# グローリアス (空母)
グローリアス (HMS Glorious, 77) は、イギリス海軍の艦船。
日本語ではグロリアスと表記することもある。
グロリアスとは、栄光ある、名誉ある、栄光に輝く、といった意味。

## 概要
グローリアス (HMS Glorious, 77) は、イギリス海軍が第一次世界大戦と第二次世界大戦で運用した軍艦。
姉妹艦としてカレイジャス (HMS Courageous, 50) 、準同型艦フューリアス (HMS Furious, 47) が存在する。 
バルト海上陸作戦のための大型巡洋艦（軽巡洋戦艦）として建造された。第一次世界大戦では第一巡洋艦戦隊に所属して第2次ヘルゴラント・バイト海戦に参加した。
ワシントン海軍軍縮条約締結後、姉妹艦カレイジャスと共に航空母艦へ改造された。
第二次世界大戦緒戦時は地中海艦隊に所属していた。1940年（昭和15年）4月、ノルウェーの戦いにともない、僚艦と共にイギリス周辺海域や北海での作戦に従事する。
ノルウェーからの撤退作戦（アルファベット作戦）に従事中の6月8日、空母グローリアスと随伴駆逐艦2隻（アカスタ、アーデント）はシャルンホルスト級戦艦2隻と遭遇する。艦砲射撃により、グローリアスとA級駆逐艦2隻は撃沈された（ノルウェー沖海戦）。

## 建造経緯

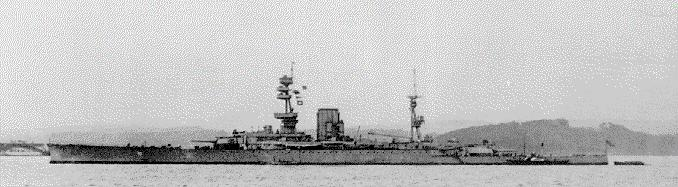
「大型軽巡洋艦」時代のグローリアス 1918年の撮影

当初グローリアスは同型艦のカレイジャス、準同型艦のフューリアスと共に、大口径砲塔2基を備えたカレイジャス級巡洋戦艦として建造された。
艦種については、大型軽巡洋艦、超大型巡洋艦、魚雷巡洋艦、巡洋戦艦と表記することもある。
この3隻は沿岸部や浅海面での運用を前提とした特殊艦艇であり、強力な砲撃力と魚雷兵装、軽防御のかわりに高速力を備えていた。いわゆるハッシュ・ハッシュ・クルーザー (Hush-Hush-CRuiser) である。「大型軽巡洋艦」という名称も秘匿のためのものであり、大型・高速の「モニター艦」と評されることもある。実際のところ、敵の巡洋艦を駆逐するための「巡洋艦駆逐艦 Cruiser Destroyer」という新艦種であった。
魚雷発射管を増設してからは、水雷巡洋艦 (Torpedo Cruiser) との呼称もある。当時、イギリスに留学していた日本海軍の造船士官藤本喜久雄は、31ノットという高速を発揮可能な大型艦という点に興味を持ち、他艦（空母、潜水艦など）と共に本艦の艤装図も日本へ持ち帰っている。 
なお当時のイギリス海軍はR級戦艦の建造を中止してレナウン級巡洋戦艦の建造に切り替えたものの、同級巡戦を量産するための資材や兵装確保の見通しがたたず、その簡易型の建造を模索。ハッシュ・ハッシュ・クルーザーの構想や性能と合致するところが多かったので、既存の兵装、軽巡洋艦の機関部を流用して急造した簡易型主力艦が、カレイジャス級巡洋戦艦と言える。アドミラル級巡洋戦艦（フッド級）の建造が控えていたので、短時間で建造せねばならなかった。本級の設計を担当した海軍造船局長サー・ユースタス・テニスン・ダインコートによれば、バルト海侵攻作戦と同時に、通商破壊艦に対処するため、海外派遣や遠洋での行動も考慮している。
グローリアスは1915年（大正4年）5月1日、ハーランド＆ヴォルフ社で起工され、1916年（大正5年）4月20日に進水した。同年10月14日に引き渡され、10月23日より公試を開始する。1917年（大正6年）1月に竣工した。
バルト海上陸侵攻作戦 (Baltic　Project) は中止されたため、本来の用途には使われなかった。11月27日、第2次ヘルゴラント・バイト海戦に参加した
第一次世界大戦終結後、ワシントン海軍軍縮条約が締結されて海軍休日がはじまる（ワシントン海軍軍縮条約での各国保有艦艇一覧）。同条約にともない、グローリアスとカレイジャスは軽巡洋戦艦から航空母艦へと改造され、1930年に工事を終えた。2隻から降ろされた連装砲塔4基は長く保管され、1941年（昭和16年）10月に起工したイギリス戦艦ヴァンガード (HMS Vanguard, 23) に搭載された。

## 設計
巡洋戦艦時代、前後15インチ主砲塔の上に滑走台を設置して航空機を搭載可能となり、後部には気球も繋留できた。前部砲塔にはソッピース ストラッター、後部砲塔にはソッピース キャメルを搭載した。
搭載機変遷
39年 9月 計42機 802Sqn（シーグラディエーター×6）＋812Sqn（ソードフィッシュ×12）＋823Sqn（ソードフィッシュ×12）＋825Sqn（ソードフィッシュ×12）
39年11月 計48機 802Sqn（シーグラディエーター×12）＋812Sqn（ソードフィッシュ×12）＋823Sqn（ソードフィッシュ×12）＋825Sqn（ソードフィッシュ×12）
40年 4月 計29機 802Sqn（シーグラディエーター×9）＋803Sqn（スクア×11）＋804Sqn（シーグラディエーター×9）
40年 6月 計18機 802Sqn（シーグラディエーター×9）＋823Sqn（ソードフィッシュ×9）

## 艦歴

### 第一次世界大戦
グローリアスは1917年（大正6年）1月に艦隊に就役、第三軽巡洋艦戦隊 (3rd Cruiser Squadron) に配属された。当時、イギリスと大日本帝国は同盟国であり、連合国であった。日本は観戦武官を多数派遣しており、日本海軍の山口熊平（海軍少佐）が、グローリアスに乗り込んだ。
つづいて第一巡洋艦戦隊 (1st Cruiser Squadron) 所属となったグローリアスとカレイジャスは、フィルモア提督の巡洋戦艦レパルス (HMS Repulse) などと共に11月17日の第2次ヘルゴラント・バイト海戦に参加した。観戦武官の山口少佐も、グローリアスに乗艦して海戦を見聞した。この海戦でグローリアスは57発の主砲弾を放ち、僚艦カレイジャスとともに一発の主砲共同命中を得た。
1918年（大正7年）11月5日、フォース湾に停泊中のイギリス艦隊を突風が襲い、水上機母艦カンパニア (HMS Campania) が走錨し、最初にR級戦艦ロイヤル・オーク (HMS Royal Oak, 08) と、次にグローリアスと衝突した。カンパニアは浸水により沈没した。
12月3日までグローリアスに乗艦していた山口熊平中佐は、日本に帰国後、1921年（大正10年）9月14日に死去した。

### 戦間期

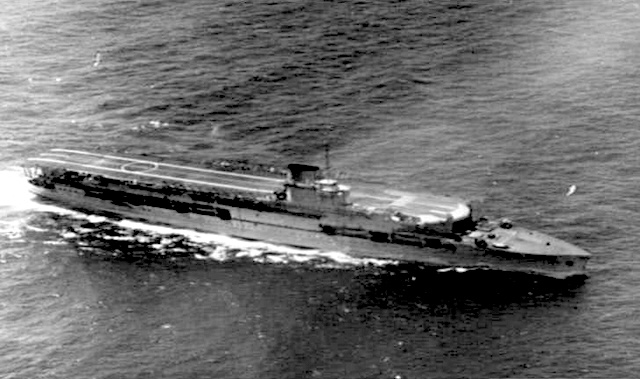
第二次近代改装を終えたグローリアス、1936年。

第一次世界大戦終結後、カレイジャスとともに砲術学校付練習艦を経て予備艦隊配属となった。
1921年（大正10年）11月から1922年（大正11年）2月にかけて、ワシントン会議が開かれる。列強各国はワシントン海軍軍縮条約を締結、この中には戦艦や巡洋戦艦を航空母艦に改造する条項が盛り込まれていた。イギリスは巡洋戦艦フッド (HMS Hood) の建造中姉妹艦2隻を空母に改造する権利を得たが、すでに航空母艦フューリアスを保有している関係上、準同型艦のカレイジャスとグローリアスを空母に改造することにした。
1924年（大正13年）から1930年（昭和5年）にかけて空母フューリアス (HMS Furious, 47) に準じた性能の空母に改装された。
フラッシュデッキ式の飛行甲板を持つ多段式空母だったフューリアスに対し、グローリアスとカレイジャスは船体右舷に煙突と一体化した艦橋をもつアイランド・タイプの2段飛行甲板式空母であった。
こうして完成したグローリアス級航空母艦（カレイジャス級航空母艦）3隻は、英国海軍の主力空母へと変貌を遂げた。さらに、1934年（昭和9年）から1936年（昭和11年）における近代改装の結果、横索式着艦制動装置やカタパルト２基の配備、飛行甲板増高、対空兵装の強化を行うとともに、搭載機数も48機に増加した。

### 第二次世界大戦

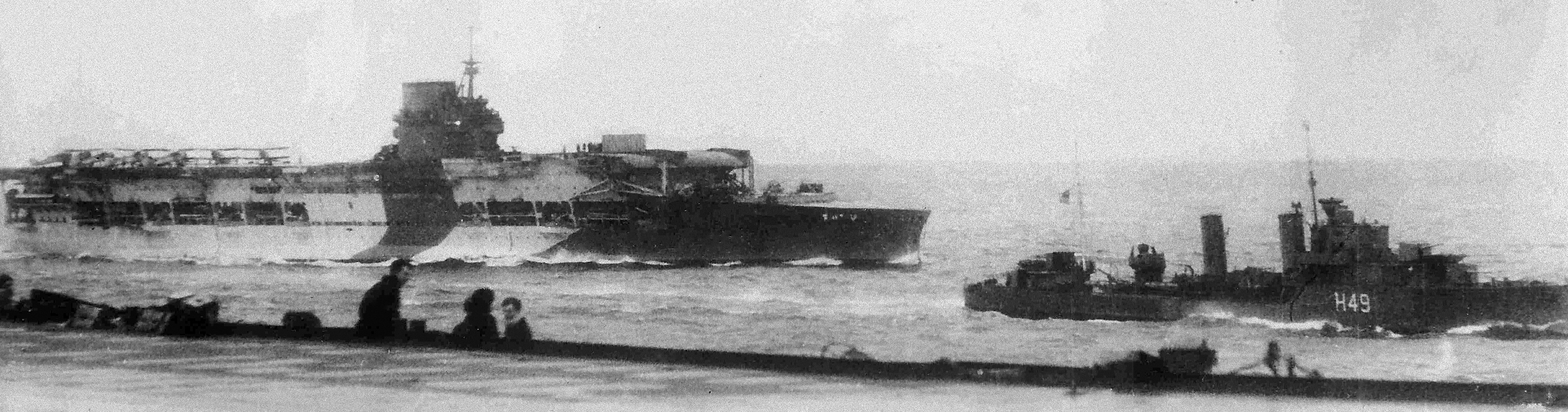
駆逐艦ダイアナ (HMS Diana) と航行中の空母グローリアス。1940年。
灰色と黒の非公式迷彩が確認できる。

1939年（昭和14年）6月15日、グローリアス艦長はラムリー・リスター (Lumley Lyster) からG・ドイリー=ヒューズ (Guy D'Oyly-Hughes) 大佐に交替した。
9月初頭、第二次世界大戦が勃発する。開戦時、グローリアスは地中海艦隊 (Mediterranean Fleet) に所属していた。同年10月、グローリアスはスエズ運河を通ってインド洋に入り、ドイツ海軍 (Kriegsmarine) のドイッチュラント級装甲艦（ポケット戦艦）アドミラル・グラーフ・シュペー (Die Admiral Graf Spee) 捜索に短期間従事した。
1940年（昭和15年）4月初旬、イギリスはノルウェーの要所ナルヴィクとトロンハイムを占領するR4計画と、沿岸部への機雷敷設を目的としたウィルフレッド作戦を準備した。イギリス海軍の本国艦隊 (The Home Fleet) は、ノルウェー沖に展開したり、出撃準備を整えていた。ところがドイツ軍がヴェーザー演習作戦を発動し、イギリスより先にノルウェーとデンマークに攻め込んだ（ノルウェーの戦い、デンマークの戦い）。
グローリアスは本国海域に呼び戻された。この年のうちに、グローリアスには既存のライトグレー(507C)に黒を加えた非公式な迷彩がなされた。
続く4月23日に、グローリアスと空母アーク・ロイヤル (HMS Ark Royal, 91) はイギリスに到着し、翌日ノルウェー海域へ出撃した。同方面に展開したイギリス大型空母3隻（フューリアス、グローリアス、アーク・ロイヤル）はノルウェーのドイツ軍陣地に対し、その搭載機による攻撃をおこなった。またイギリス空軍 (Royal Air Force) 航空部隊の輸送任務にも従事した。4月27日、グローリアスは給油のためイギリスに戻ったが、5月1日には再びノルウェーに戻った。5月28日、グローリアスはホーカー ハリケーン戦闘機隊をバルドゥフォスへ運んだ。
連合軍はナムソスの戦いで敗れ、西部戦線でも大敗した。6月初旬にアルファベット作戦を発動すると、ノルウェーからの撤退を開始する。グローリアスを含めた本国艦隊の主力艦も同作戦とその掩護に従事した。6月2日、グローリアスの搭載機はナルヴィクからの撤退を支援した。既述のようにイギリス空母3隻は航空機輸送任務にも従事しており、今度はノルウェーに展開していたイギリス空軍の収容と撤収を実施する。
6月8日、陸上基地から移された第263飛行隊 (No.263 Squadron RAF) 所属の10機のグロスター グラディエーターと、第46飛行隊 (No. 46 Squadron RAF) 隊所属の8機のホーカー ハリケーンを載せたグローリアス（艦長ヒューズ大佐）は、駆逐艦アカスタ (HMS Acasta, H09) とアーデント (HMS Ardent, H41) に護衛されスカパ・フローへ向かっていた。
折しもドイツ海軍はユーノー作戦を発動しており、ヴィルヘルム・マルシャル中将（旗艦グナイゼナウ）が率いる巡洋戦艦 (高速戦艦) グナイゼナウ (DKM Gneisenau) とシャルンホルスト (DKM Scharnhorst) 、重巡アドミラル・ヒッパー (Admiral Hipper) 、駆逐艦4隻、タンカー1隻がノルウェー沖で行動していた。
午後4時45分、マルシャル提督直率のシャルンホルスト級戦艦2隻がグローリアス部隊を発見、追跡を開始する。ドイツ側記録で午後5時30分頃よりシャルンホルストが砲撃を開始、つづいてグナイゼナウも砲撃を開始する。艦上機ソードフィッシュを発進させる前にドイツ戦艦が発射した主砲弾がグローリアスに命中し、発艦不能となる。随伴艦アカスタが魚雷攻撃でシャルンホルストを中破させたが、それ以上の戦果はなく、イギリス側3隻はいずれも撃沈された。グローリアスの沈没時刻は、午後7時頃であったという。A級駆逐艦2隻の乗員を含む40名程度が救助された。第46飛行隊のケネス・クロス少佐や、パトリック・ジェイムソンは、漂流したあとノルウェー船に救助されている。
グローリアスの沈没によりイギリス海軍の保有空母は5隻に減少し、イラストリアス級航空母艦が竣工するまで厳しい空母運用を余儀なくされた。